# Лахамула
Лахамула (груз. ლახამული) — село в Грузії.
За даними перепису населення 2014 року в селі проживає 82 особи.